# Gudhem
Gudhem é uma localidade da Suécia, situada na província histórica da Västergötland.
Está localizada a uns 6 quilómetros a norte da cidade de Falköping.

 Tem cerca de 427 habitantes, e pertence à Comuna de Falköping.

## Património histórico e cultural
- Ruínas do convento medieval de Gudhem[5]